# Lepthyphantes brahimi
Espèce
Lepthyphantes brahimi est une espèce d'araignées aranéomorphes de la famille des Linyphiidae.

## Distribution
Cette espèce est endémique du Maroc. Elle se rencontre dans les régions Casablanca-Settat et Béni Mellal-Khénifra.

## Description
Le mâle holotype mesure 1,98 mm, les mâles mesurent de 1,98 à 2,17 mm.

## Systématique et taxinomie
Cette espèce a été décrite par Lecigne et Moutaouakil en 2025.

## Étymologie
Cette espèce est nommée en l'honneur de Brahim Moutaouakil.

## Publication originale
- Lecigne, Moutaouakil & Lips, 2025 : « Contribution to the knowledge of the spider fauna of Morocco (Arachnida: Araneae) – second note. On new species and new records from caves and miscellaneous terrestrial ecosystems. » Journal of the Belgian Arachnological Society, vol. 40, no 1 supplement, p. 1-184.